# Atanasia Ionescu
Atanasia Ionescu (Ploieşti, Rumania, 19 de marzo de 1935-1990) fue una gimnasta artística rumana, que participó en las Olimpiadas de Roma 1960.

## Carrera deportiva
En el Mundial celebrado en 1958 en Moscú contribuyó a que su equipo ganase la medalla de bronce, quedando las gimnastas rumanas situadas en el podio tras las soviéticas y las checoslovacas, y sus compañeras fueron: Elena Mărgărit, Sonia Iovan, Emilia Vătășoiu, Elena Săcălici y Elena Leuşteanu. 
Dos años después, en las Olimpiadas de Roma 1960 volvió a ayudar a su equipo a lograr la medalla de bronce, en esta ocasión de nuevo situadas en el podio tras soviéticas y checoslovacas.